# Ghiacciaio Tebenkof
Il ghiacciaio Tebenkof (Tebenkof Glacier) è un ghiacciaio situato nell'Alaska (Stati Uniti) nel Census Area di Valdez-Cordova.

## Dati fisici
Il ghiacciaio, che ha un orientamento sud-ovest/nord-est, si trova all'estremità nord-occidentale della Foresta Nazionale di Chugach (Chugach National Forest). È lungo più o meno 13 km, largo al massimo un chilometro e mezzo ed ha una superficie di 28 km².  Nasce nel gruppo montuoso Chugach (estremità nord-occidentale). Il fronte termina nel braccio di mare Blackstone Bay che si apre sul passaggio di mare Port Wells che fa parte dello Stretto di Prince William (Prince William Sound). In realtà la fronte del ghiacciaio in questi ultimi tempi termina circa un chilometro prima di raggiungere il mare (a circa 200 m s.l.m. di quota). La sorgente del ghiacciaio è a circa 1.000 m s.l.m. di quota.
Altri ghiacciai vicini al Tebenkof sono:
| Nome del ghiacciaio | Quota alle coordinate indicate (m s.l.m.) | Coordinate             | Distanza e direzione dal ghiacciaio |
| ------------------- | ----------------------------------------- | ---------------------- | ----------------------------------- |
| Rainy Glacier       | 750                                       | 60°38′39″N 148°32′37″W | 3 km verso sud                      |
| Ripon Glacier       | 530                                       | 60°40′13″N 148°35′27″W | 2 km verso ovest                    |
| Lawrence Glacier    | 674                                       | 60°39′09″N 148°36′31″W | 5 km verso sud-ovest                |
| Marquette Glacier   | 597                                       | 60°38′27″N 148°38′22″W | 7 km verso sud-ovest                |

## Storia
Fino al secolo XIX probabilmente terminava in mare. Oggi dalla fronte del ghiacciaio al mare sono visibili alcuni laghi marini ghiacciati e una grande pianura di scolo glaciale solcata da diversi torrenti. Dalle prime osservazioni il ghiacciaio si è ritirato di oltre 3 km e si è assottigliato di diverse centinaia di metri. Come tutti gli altri ghiacciai della Blackstone Bay, continua a ritirarsi e ad assottigliarsi. Alcuni studi dimostrano che il ghiacciaio ha avuto diversi episodi di avanzamento-ritiro negli ultimi 1.500 anni. Questi rilevamenti sono stati possibili in base ad alcuni ceppi di alberi trovati a varie distanze rispetto alla fronte attuale del ghiacciaio.
Il ghiacciaio è stato nominato nel 1909, dai cartografi Ulysses Sherman Grant e Daniel F. Higgins, in ricordo dell'ultimo governatore russo dell'Alaska: Mikhail Demitrievich Tebenkof. Governò l'Alaska dal 1845 al 1850 e fu il primo cartografo a pubblicare una topografia delle acque del Pacifico settentrionale dalle isole Aleutine occidentali fino all'insediamento russo di Fort Ross del 1812, in California.

## Accessi e turismo
Il ghiacciaio è visibile dal braccio di mare Passage Canal che è raggiungibile solamente via mare da Whittier (20 km circa) a da Valdez (150 km circa). Durante la stagione turistica sono programmate diverse escursioni via mare da Whittier per visitare il ghiacciaio e quelli vicini.

## Alcune immagini

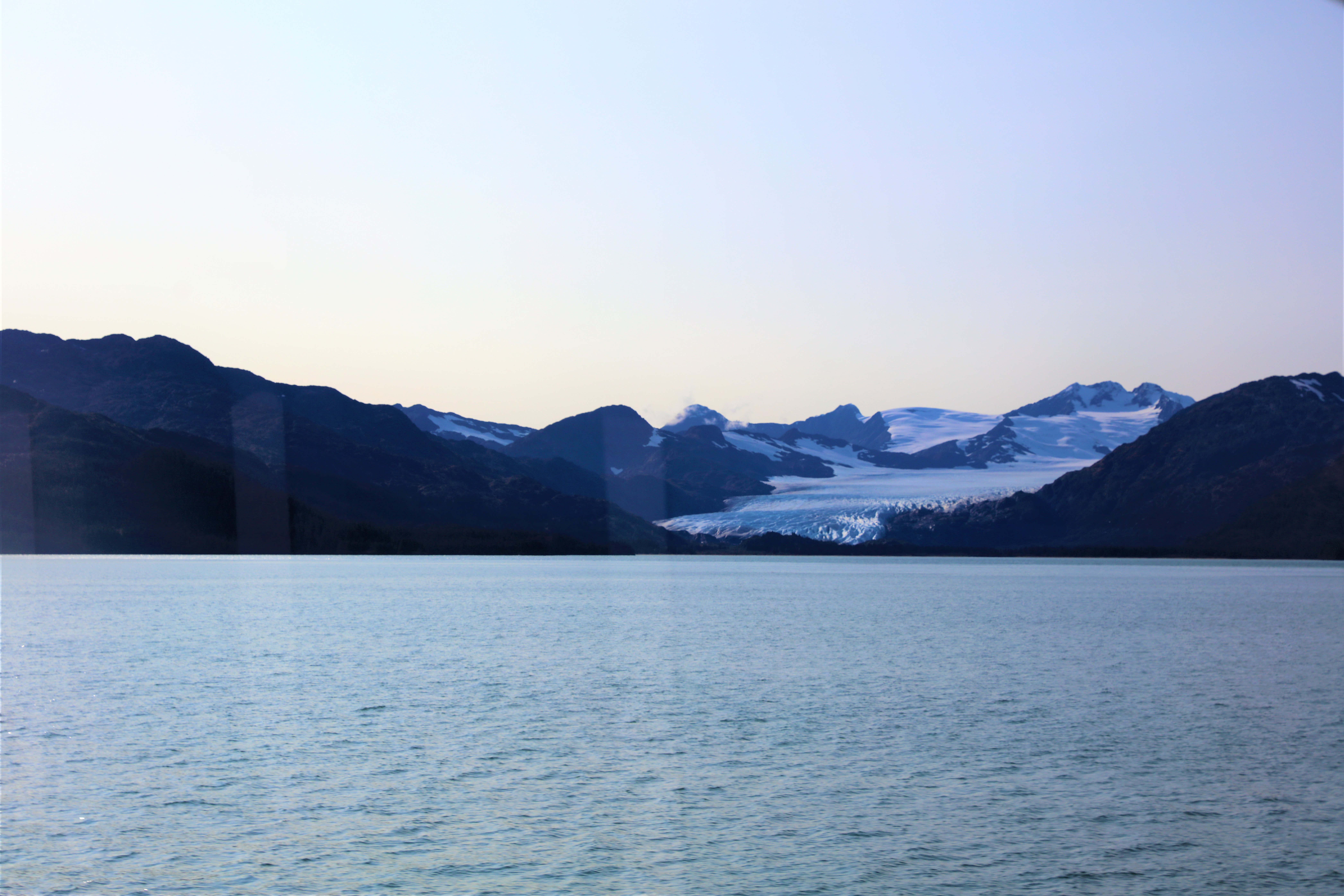
Il ghiacciaio visto dal "Passage Canal"
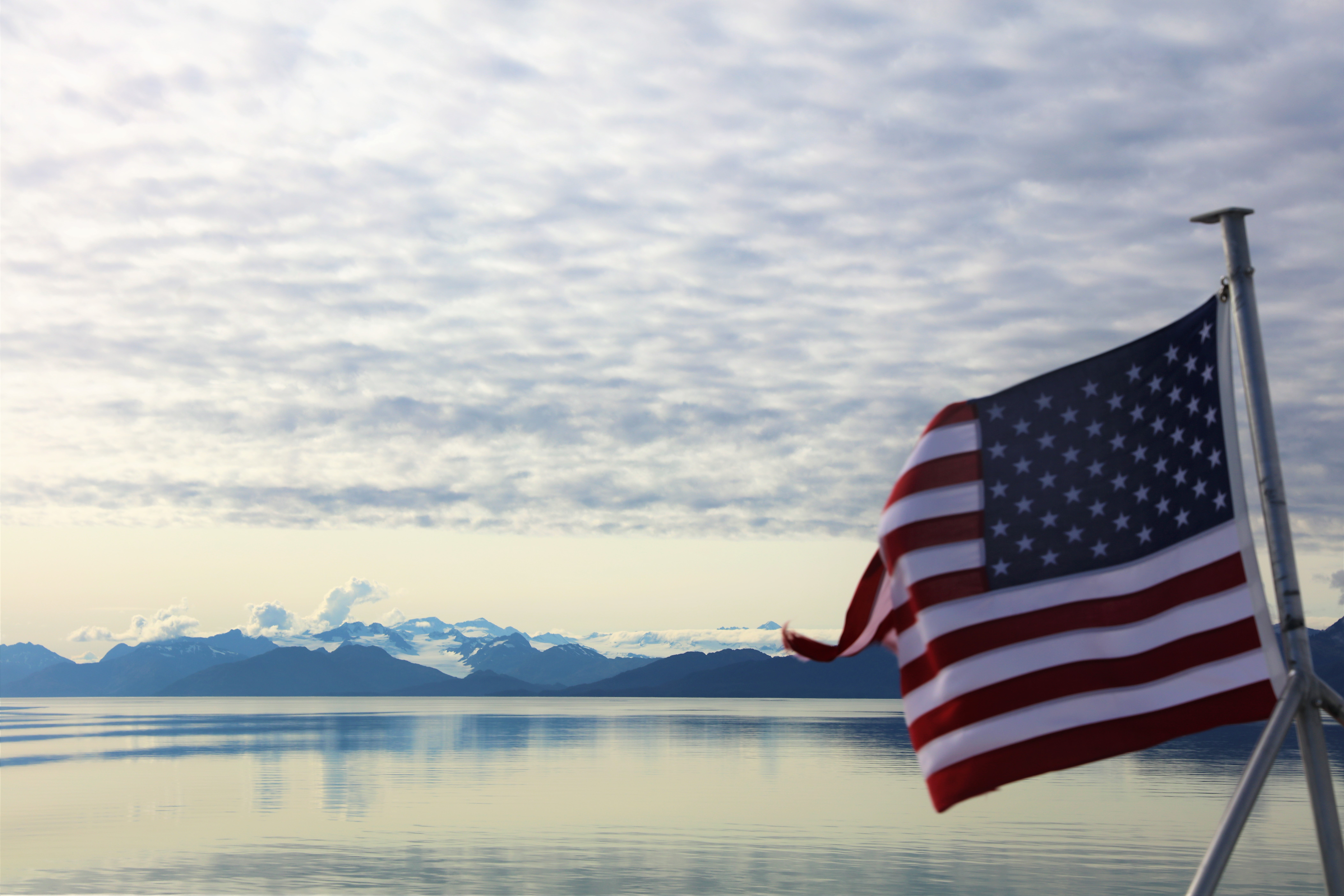
Il ghiacciaio in settembre 2016
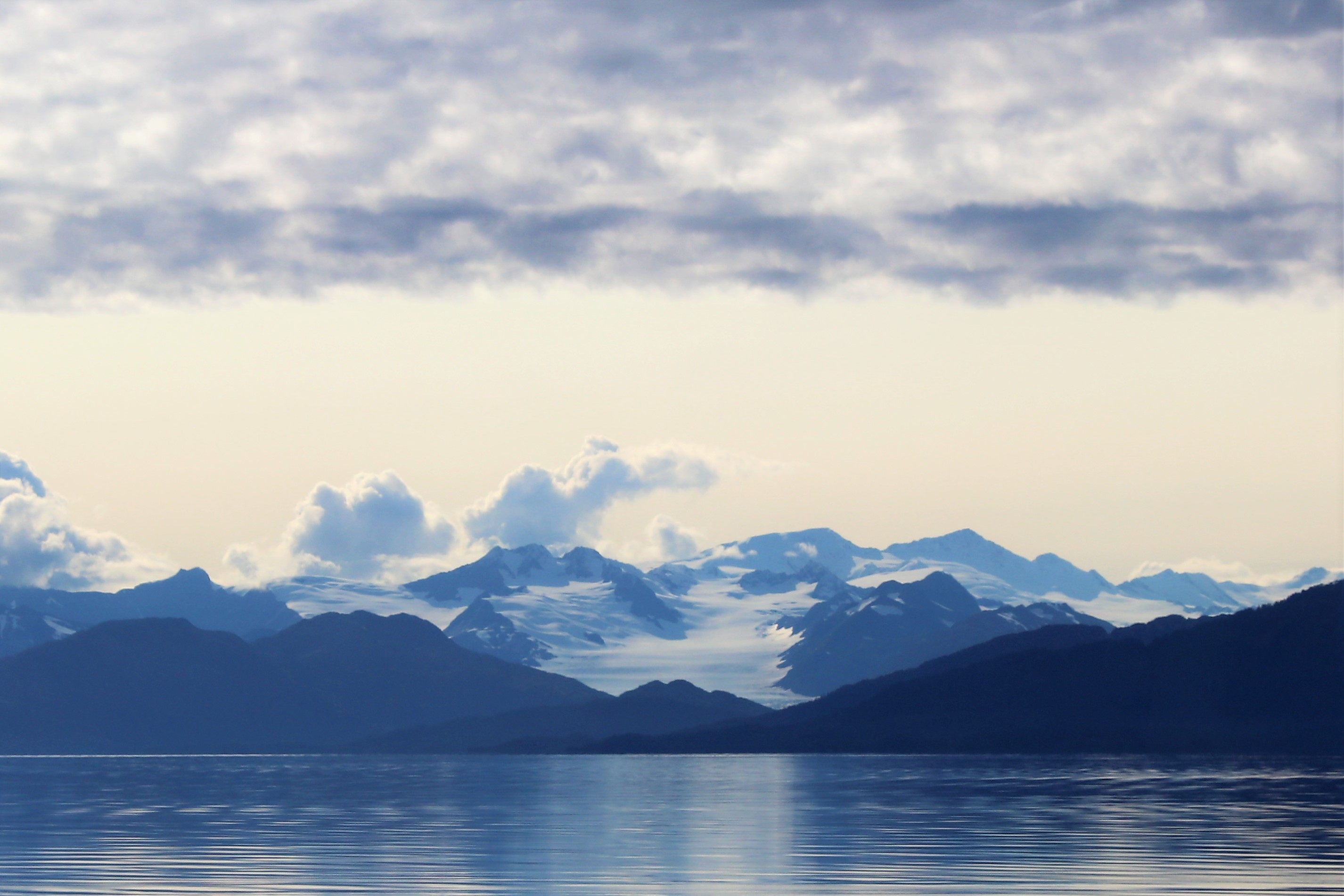
Il ghiacciaio in settembre 2016
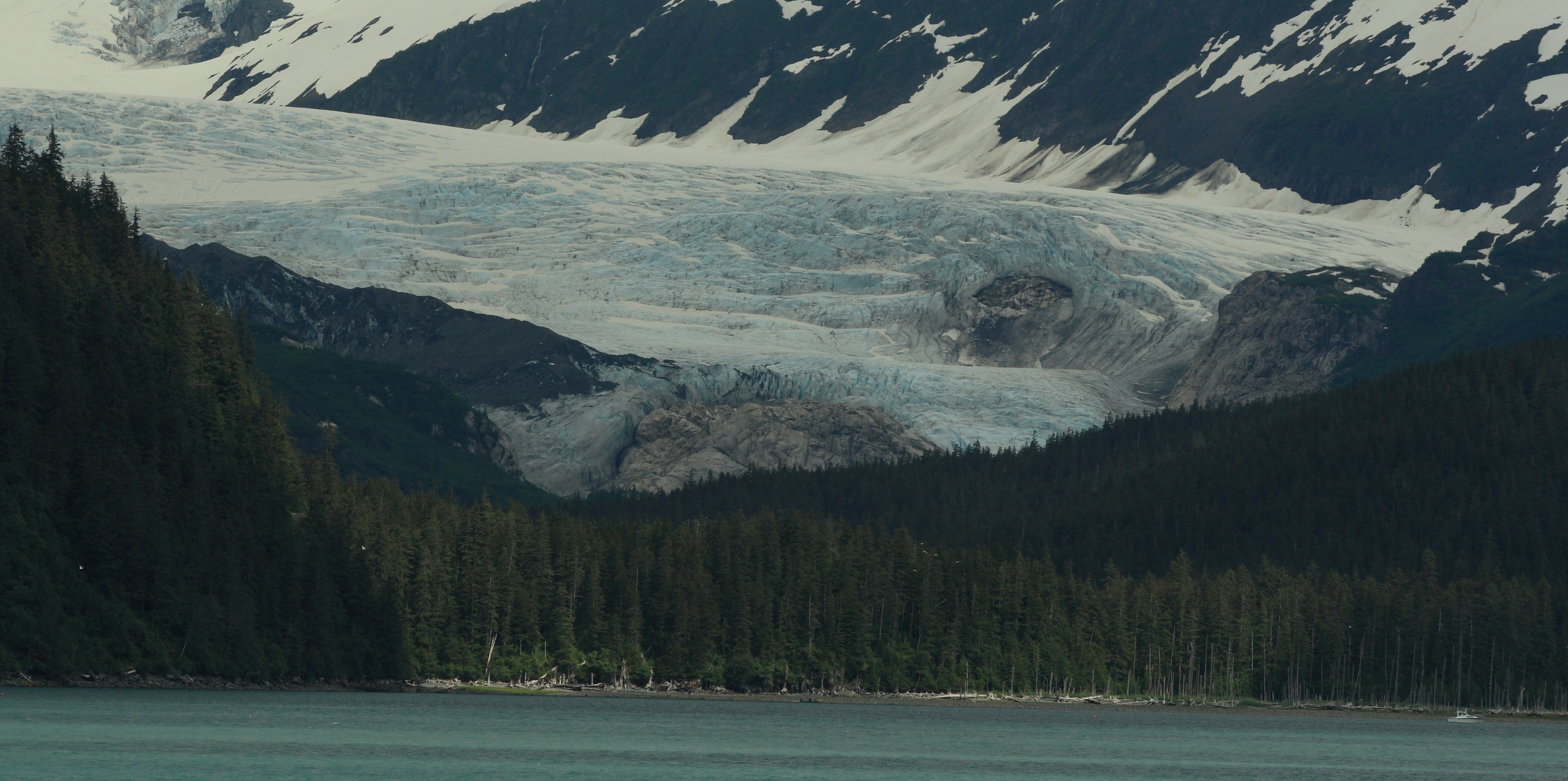